# سرپوشیده (ایذه)
سرپوشیده یک منطقهٔ مسکونی در ایران است که در دهستان مرغا واقع شده‌است. براساس سرشماری مرکز آمار ایران در سال ۱۳۹۵، سرپوشیده ۴۲ نفر جمعیت دارد.